# Ульяновский автобус
Ульяновский автобус — автобусная система города Ульяновск.
По состоянию на 2022 год в городе существует 12 автобусных маршрутов. Общее количество автобусов 134.
Муниципальный автобус занимает достаточно скромную позицию по популярности как среди всех видов общественного транспорта города Ульяновска (включая маршрутное такси) так и среди прочих видов муниципального транспорта (трамвая и троллейбуса).

## История
Автобусное движение в г. Ульяновске началось 25 сентября 1926 года. Три автобуса марки «Fiat» прибыли по Волге из Самары. На них были установлены двигатели в 15-20 лошадиных сил, имелось 14 мест для сидения и специальная площадка на крыше для багажа.
Три автобуса начали обслуживать три городских маршрута: № 1 Ленкоранские казармы (училище связи) — вокзал Ульяновск I, через Гончаровскую (?) и Покровскую (Л. Толстого) улицы; № 2 Конец Ново-Казанской (Гагарина) улицы — Пристань, через Базарную и Ярмарочную площадь; № 3 Вокзал Ульяновск I — Пристань, через Базарную площадь и Дворцовую (К. Маркса) улицу. Под автобусный гараж было отведено здание и двор бывшей женской тюрьмы, на углу улиц Карла Маркса (нынешний Бульвар Пластова) и Пролетарской (?).
В будни транспорт ходил только в часы пик, с 08:30 до 11:00 утром, и с 15:00 до 18:00 вечером. В праздники автобусы, согласно приказам, обслуживали население без перерыва с 08:30 до 23:30. Проезд одной остановки обходился пассажиру в 8 копеек, за каждую следующую нужно было доплачивать ещё 3.
В 1927 году ульяновский автобусный парк пополнился тремя машинами американской фирмы «Packard». Но в 1928 году губернский Ульяновск вошёл в Средне-Волжскую область (затем — край) и превратился в обыкновенный райцентр. Денег на покупку и ремонт транспорта никто больше не выделял.
На 1 января 1932 года инвентарное число автомашин гаража автобусного сообщения Ульяновского ГКО(?) имелось семь: 3 «Packard» а, 3 «Fiat» а и 1 грузовик. Все автомашины с изношенностью в 90 %. К концу года из семи машин эксплуатировалась одна, Последнее обследование технического состояния показало — изношенность подвижного состава на 100 %.
17 января 1933 года автобусное движение временно прекратилось. Год спустя его удалось восстановить, выведя на два маршрута «три машины, доживающие установленный для автобусов амортизационный срок по 100-тысячному километражу пробега, и ещё одну, собранную из деталей сломанных автобусов, не поддающихся починке».
В конце 1935 года, через члена ЦИК СССР, сестру Ленина Марию Ильиничну Ульянову, удалось «выбить» для родины вождя пролетариата пару новых автобусов. С ними Ульяновский автопарк встретил свой первый десятилетний юбилей. Машины обслуживали единственный маршрут «Вокзал — Пристань».
Годом основания ПАТП-2 считается 1939, судя по первым платёжным ведомостям, датированным 20 августа 1939 года, первое его название было «Ульяновская межрайонная автотранспортная контора». Ранее на месте ПАТП-2 располагался каретный двор. В то время подвижной состав был представлен шестью АМО-Ф15 и несколькими лошадьми, обслуживался маршрут «Вокзал — Пристань». В сороковые и пятидесятые годы также эксплуатировались автобусы ЗИС-16, ПАТП-2 было основным перевозчиком в городе. ПАТП-2 в разные годы носило названия а/к-56, а/к-1433.
В 1969 году путём отделения от ПАТП-2 образовалось ПАТП-4, сначала оно именовалось УПАТО-2, а в 1984 — переименовано в ПАТП-4.
В 1976 году образовалось ПАТП-6, сначала в виде отделения ПАТП-2 на Нижней Террасе. микрорайоне в Заволжском районе. В 1977 году в городе насчитывалось 24 автобусных маршрута. В связи с необходимостью обслуживания увеличивающегося населения нового микрорайона авиастроителей в Заволжском районе, Нового города в 1988 году было образовано ПАТП-3.
В 1990 году в результате слияний и разделений ПАТП-2 и ПАТП-4 было образовано ПАТП-5. К тому времени насчитывалось 58 маршрутов.
К началу девяностых годов автобусное хозяйство Ульяновска насчитывало 5 ПАТП (ПАТП-2, ПАТП-3, ПАТП-4, ПАТП-5, ПАТП-6), расположенных в разных районах города: ПАТП-2 в Железнодорожном районе на улице Кирова, ПАТП-3 в Заволжском районе (Новый город), ПАТП-4 в Засвияжском районе (улица Азовская), ПАТП-5 также в Засвияжье (улица Ефремова), ПАТП-6 в Заволжье (Нижняя терраса). Все эти ПАТП обслуживали маршруты в основном своих районов. Подвижной состав этих ПАТП был разный. В ПАТП-2 были ЛиАЗы-677, Ikarus 250 и Ikarus 260, ЛАЗы-695 и 699, Aaabenraa на шасси Volvo, пара автобусов «Альтерна-4216». Кроме городских маршрутов оно обслуживало также междугородние рейсы. В ПАТП-3 были в основном Икарусы-260 и 280, ЛиАЗы-677, имелись в небольшом количестве ЛАЗы-695 и ЛиАЗы-5256. ПАТП-3 также обслуживало пригородные рейсы в левобережье (Заволжский район). Подвижной состав ПАТП-4 состоял в основном из ЛиАЗ-677, Икарусов-260 и 280. Также имелись 2 ЛиАЗ-5256.00 и несколько ЛАЗ-695. Автобусное хозяйство ПАТП-5 было исключительно лазовским — ЛАЗы-695 в огромном количестве и парочка ЛАЗ-699. В ПАТП-6 были в основном Икарусы-260 и ЛиАЗы-677, также имелось несколько автобусов Karosa B 732. Имелось около четырёх маршрутов маршрутного такси.
В 1991 году, после развала СССР, начались проблемы и в сфере пассажирских перевозок. Новые машины не поставлялись, уровень обслуживания подвижного состава стал падать. В связи с этим ПАТП становились ещё более убыточными, в бюджете не хватало средств на их содержание, некоторые маршруты отменялись, видоизменялись, на другие был уменьшен выпуск подвижного состава, как следствие, многие автобусы ходили на линиях с перегрузкой, чем ещё больше усугублялся износ. В итоге общественный транспорт дошёл до критического состояния, наглядными примерами которого были отрыв прицепа у сочленённого Икаруса или потеря двигателя на мосту через Волгу.
В 1992 году по некоторым данным в области насчитывалось 1573 автобуса. В дальнейшем предпринимались попытки обновить автобусный парк б/у автобусами из Европы. Так, в 1993 году было пополнение автобусами на шасси Scania (Ajokki 5000D, Ajokki 5300, Kutter, Wiima K200, Wiima M300 и Lahti 11) и Volvo (Camo Canelas 350), которые были распределены между ПАТП-2 и ПАТП-3. Немного позже была поставка автобусов Magirus-Deutz и Neoplan N416SL II вместе с четырьмя сочлёнёнными Neoplan N421SG II, которые были распределены в основном в ПАТП-3, 4 автобуса Magirus попало в ПАТП-4. Все эти автобусы были списаны в первой половине 2000-х годов. Отдельные части автобусов в виде светильников, сидений позднее можно было наблюдать в салонах ЛиАЗов, Икарусов.
В 1999 году по распоряжению главы администрации области были привлечены ведомственные автобусы предприятий к осуществлению регулярных перевозок по городским маршрутам, но большого облегчения это не принесло. Также в этом году в ПАТП-3 было пополнение в виде б/у Икарусов-280 из Европы, в том числе 2-х и 3-х дверные модификации.
С 1995 по 2005 года из 1281 автобуса в области оставалось всего 539 машин, и то, 70 процентов из них давно пережили свой срок и требовали уже не капитального ремонта, а списания в металлолом.

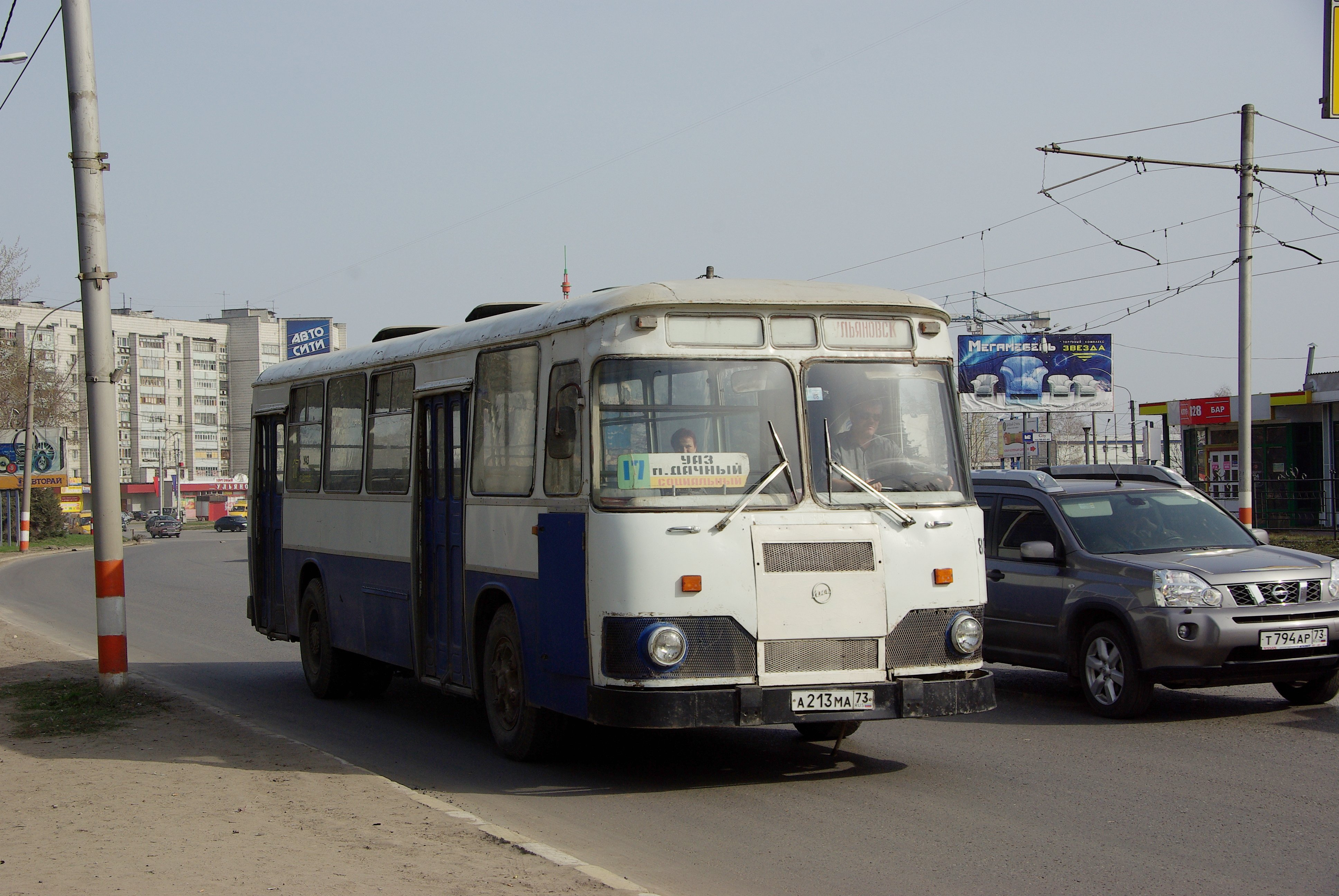
ЛиАЗ-677М, прошедший капитальный ремонт на ЗАО «Авиастар-СП»

Положение в некоторой степени облегчало сотрудничество ПАТП и предприятия ЗАО «Авиастар-СП». Почти все ульяновские ЛиАЗ-677, Икарусы-260 и 280 прошли там капитальный ремонт, продливший им срок эксплуатации. Кстати, интересный факт: после ремонта все автобусы окрашивались в белый цвет с синей или красной «юбкой». Сложным положением в автобусном хозяйстве воспользовались коммерсанты, принявшие на себя огромный пассажиропоток, и наводнившие рынок пассажирских перевозок своими «Газелями», ставшими фактически основным транспортом для перевозок населения, в особенности между левобережьем (Заволжский район) и правобережьем (Ленинский, Засвияжский и Железнодорожный районы). В 1999 году в городе насчитывалось 47 маршрутов автобуса.
В 2002 году был запущен проект «Симбирск-авто», в рамках которого были взяты в лизинг 20 автобусов МАРЗ-42191 производства ЗАО «Мичуринский автобус». Они обслуживали маршруты заволжского направления, а также маршруты в Засвияжском районе города. Но по разным причинам проект не удался и был закрыт, а автобусы были переданы обратно поставщику. Также в 2002 году на базе ПАТП-3 был открыт центр по обслуживанию автобусов ЛиАЗ, и было взято в лизинг 10 автобусов.
В 2003 году было принято решение о слиянии Заволжских ПАТП-6 и ПАТП-3 в объединённое ПАТП-3, а правобережных ПАТП-2, 4, и 5 — в объединённое ПАТП-1, созданное на площадях бывшего ПАТП-4 на улице Азовской. Площади ПАТП-5 отдали под областное ГИБДД, а площади ПАТП-2 — под строительство. Для ПАТП-1 в этом же году был закуплен новый сочленённый автобус ЛиАЗ-6212, так и оставшийся единственным в городе (сейчас используется для служебных развозок и на сезонном садоводческом маршруте 349 Новый город — с/т «Созидатель» в Заволжье).
В 2005 году насчитывалось 23 маршрута городского автобуса. В 2006 году было принято решение об окончательном слиянии всех городских ПАТП в ПАТП-1. Бывшее ПАТП-3 преобразовалось в Заволжское отделение ПАТП-1. К тому времени времени автобусы ходили только в часы пик и редко.
Ситуация с автобусами начала заметными темпами меняться к лучшему в 2007 году. Руководством региона была принята программа обновления подвижного состава пассажирского автотранспорта, согласно которой было заявлено о приобретении более 300 автобусов среднего и большого классов в течение 2007—2011 годов.
Наконец в апреле 2007 года в город поступила первая партия из 20 автобусов малой вместимости Богдан А092 (городской и междугородной модификации), а также пришёл на испытания низкопольный автобус ЛиАЗ-5292. Все городские «Богданы» и ЛиАЗы были поставлены на заволжское направление (маршруты 30 и 46). В сентябре пришло ещё 40 автобусов ЛиАЗ-5256.45 и 8 автобусов ЛиАЗ-5256.33, что позволило улучшить обслуживание не только Заволжья, но и правобережья, а также междугородних рейсов. Все автобусы были приобретены за счет областного бюджета. Позже в ПАТП-1 поступило ещё некоторое количество автобусов КАВЗ-4235 «Аврора» (междугородних) и городских ПАЗ-32053. Также в 2007 году введена в тестовую эксплуатацию новая система диспетчеризации на основе спутниковой навигации. Но к тому времени прочную позицию в городских пассажирских перевозках стало занимать маршрутное такси.
В 2008 году руководством города озвучено намерение разработать новую транспортную схему города, провести комплексное обследование пассажиропотока.
Апрель 2008. Преобразование ОГУП «ПАТП-1» в ОАО «ПАТП-1».
В 2010 году был открыт новый маршрут 10 по новому Президентскому мосту через Волгу, открытому в 2009 году и идущему из Засвияжья в Заволжье по этому мосту. На данном направлении автобус являлся монополистом, поскольку все остальные маршруты автобуса и маршрутных такси в Заволжье идут через старый Императорский мост. Также была закуплена новая партия автобусов ЛиАЗ-5256 (11 машин) и сочленённых низкопольных автобусов Ikarbus IK-218NC (2 машины, ходили по маршруту 10, сейчас используются для служебных развозок и на сезонном садоводческом маршруте 349 Новый город — с/т «Созидатель» в Заволжье). К этому времени были списаны последние автобусы ЛиАЗ-677 и Ikarus.

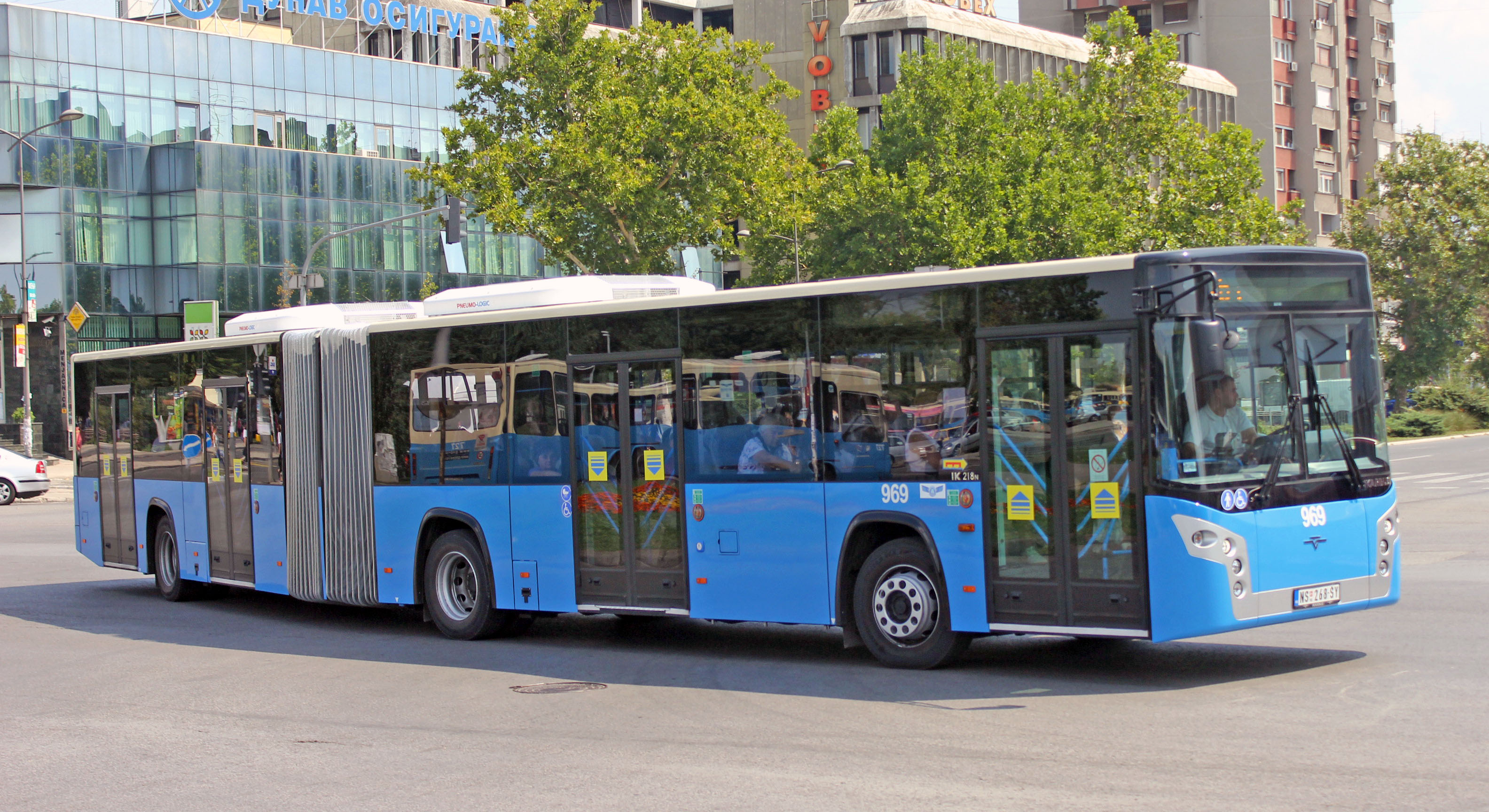
Ikarbus IK-218NC. В Ульяновске используются два таких же автобуса, только в бежевой окраске и без окантовки фар

В 2011 году было закуплено ещё 11 автобусов ЛиАЗ-5256, а также 35 автобусов малого класса BAW 2245 Street.
В 2014 году произошло важное событие: после очень долгого перерыва снова появились маршруты, ходящие без выходных и не только в час пик.
В 2015 году поступило 10 обновлённых автобусов ПАЗ-32053.
В феврале 2017 года ОАО «ПАТП-1» преобразовано в АО «ПАТП-1»
В начале мая 2017 года поступил на испытания новый автобус ПАЗ-320405-04 «Vector Next».
В 2019-2021 гг. поступило 72 новых автобусов среднего класса СИМАЗ-2258 местного производства.
В настоящее время в городе существует 12 автобусных маршрутов, обслуживаемых АО «ПАТП-1».

## Нынешнее состояние
В настоящее время существуют 13 маршрутов, из которых 5 маршрутов (10, 30, 28, 35, 46) соединяют левобережную и правобережную части города между собой, ещё 9 маршрутов (1, 20, 28, 31, 65, 66, 73, 91, 92) ходят в отдалённые части города и ещё 2 маршрута (13с, 26с), действующих только в дачные сезоны, ходят в дачные массивы.
Регулярно работают только 7 маршрутов (1, 28, 20, 30, 31, 46, 66, 73).

## Подвижной состав АО «ПАТП-1»

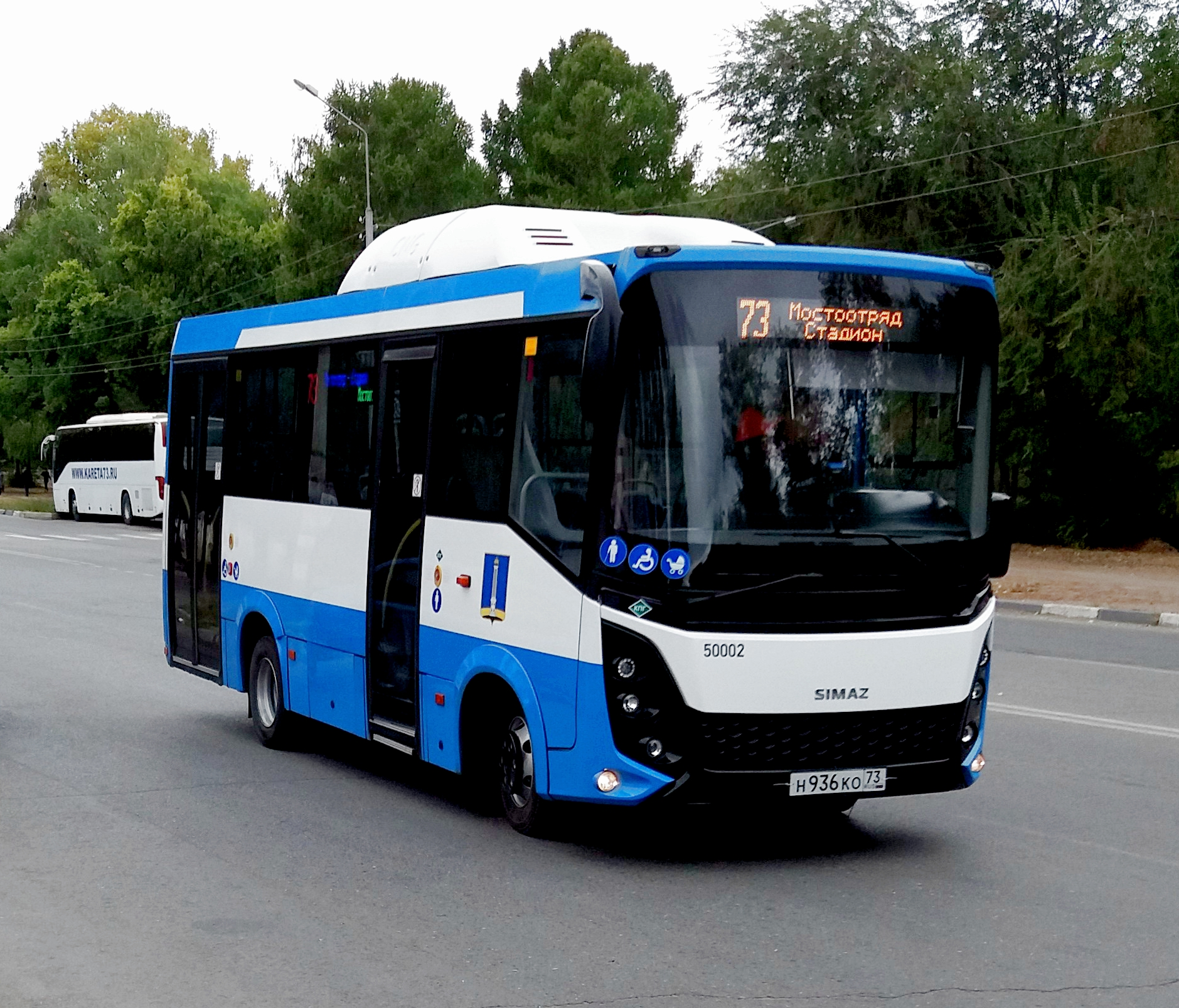
Автобус SIMAZ.

- СИМАЗ-2258 (72 машины)
- Богдан А09202 (3 машины)
- Ford Transit (30 машин)
- Peugeot Boxer
- ГАЗель NEXT (100 машин)